# Ariama
Ariama (em védico: अर्यमन्; romaniz.: Aryaman), no hinduísmo, é um dos aditias, ou seja, os filhos de Aditi. Representa o cavalheirismo, honra e nobreza. Preside sobre alianças matrimoniais.